# Edward Lohse
Edward Mark Lohse (ur. 23 listopada 1961 w Erie) – amerykański duchowny katolicki, biskup diecezjalny Kalamazoo od 2023.

## Życiorys

### Prezbiterat
Święcenia kapłańskie otrzymał 21 kwietnia 1989 i został inkardynowany do diecezji Erie. Po krótkim stażu wikariuszowskim został kapelanem wyższej szkoły w DuBois, a następnie pracował w kurii jako dyrektor wydziału ds. powołań (1995–2000; 2002–2010), wicekanclerz (2001–2007) i jako kanclerz (2007–2010). W latach 2010–2015 pracował w watykańskiej Kongregacji ds. Biskupów. Po powrocie do kraju objął stanowisko wikariusza biskupiego ds. kanonicznych, a od 2017 pełnił funkcję wikariusza generalnego diecezji i moderatora kurii.

### Episkopat
23 maja 2023 papież Franciszek mianował go biskupem diecezjalnym Kalamazoo. Sakry udzielił mu 25 lipca 2023 metropolita Detroit – arcybiskup Allen Vigneron.